# 금촌3동솔빛도서관
금촌3동솔빛도서관은 경기도 파주시 소재의 시립 도서관이다.

## 연혁
- 2012년 3월 27일 시범운영 개시
- 2012년 4월 24일 개관행사 개최

## 시설현황
- 2층: 종합자료실, 사무실, 도서관문화교실
- 1층: 어린이자료실
- 지하1층: 보존서고

## 이용 안내
이용 시간
- 매일 09:00~18:00

휴관일
- 매주 월요일
- 법정공휴일
- 도서관 사정에 의한 임시휴관일